# Jadranský výškový systém

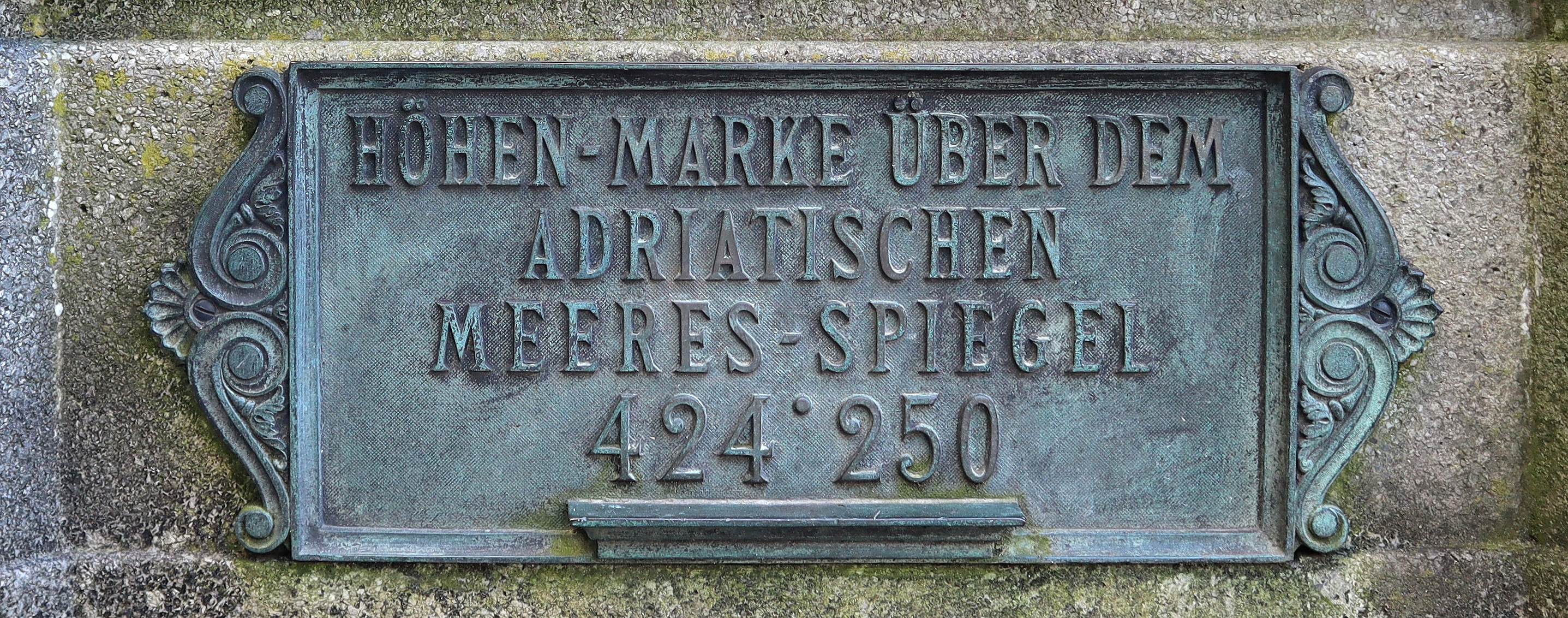
Výšková značka z roku 1888 v Salcburku

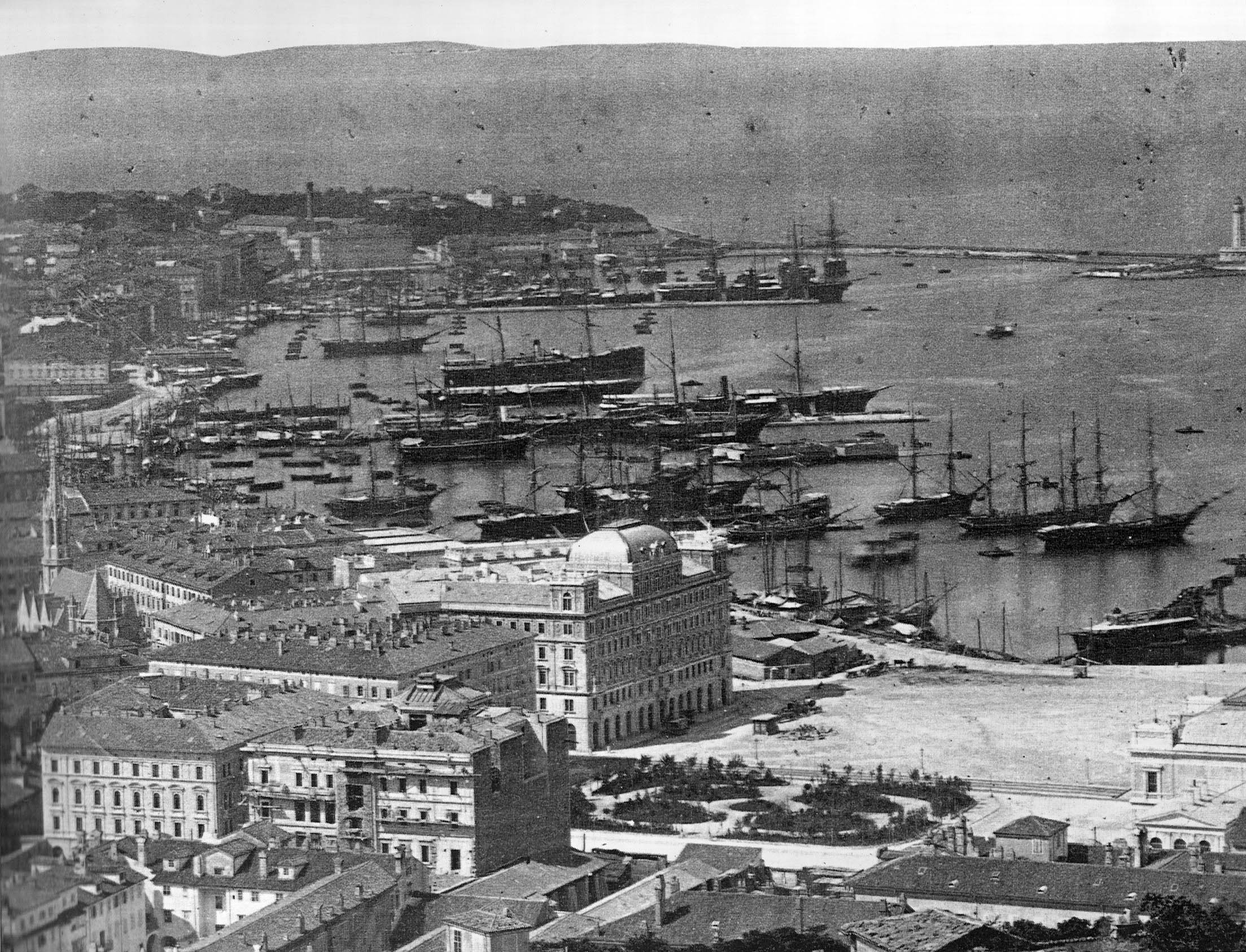
Přístav v Terstu v roce 1885

Jadranský výškový systém (Jaderský výškový systém; Metry nad Jaderským mořem) je výškový systém udávající výšku nad hladinou moře se třemi rozdílnými referenčními body. V Rakousku se údaj vztahuje k střední hladině Jaderského moře v přístavu Molo Sartorio v italském Terstu (Pegel Trieste 1875, česky výchozí bod Terst 1875), hladina byla stanovena v roce 1875. Naproti tomu v jugoslávských nástupnických státech se systém vztahuje ke střední hladině vody v Molo Sartorio z roku 1900 (výchozí bod Terst 1900), zatímco stejně nazývaná definice výšky pro Albánii se vztahuje k výchozímu bodu Drač, střední hladině vody v přístavním městě Drač v Albánii.
Jadranský výškový systém se používal také na území Česka, a to až do konce druhé světové války. Po připojení k tehdejšímu východnímu bloku došlo k přechodu na systém Baltský po vyrovnání, který se používá dodnes.

## Uživatelé systému

Výškové systémy v Evropě

(V závislosti na národním jazyce se pro výškový údaj používají různé názvy)
- Rakousko (výchozí bod Terst 1875): m ü. Adria, m ü. A. či müA – odvozené z Meter über Adria, hovorově také Seehöhe (hladina moře), Adriahöhe (hladina Jadranu) nebo Gebrauchshöhe (obyčejná hladina)
- Jugoslávské nástupnické státy (výchozí bod Terst 1900): m. i. J. – odvozené z Metara iznad Jadrana (nadmorska visina, m/nv)
  -  Slovinsko
  -  Chorvatsko
  -  Bosna a Hercegovina
  -  Srbsko
  -  Černá Hora
  -  Severní Makedonie
- Albánie (výchozí bod Drač): Metër mbi Adriatik
- Kosovo (výchozí bod Terst 1900)[2]: Metër mbi Adriatik

### Název a zkratky systému v dalších jazycích
- Itálie: Metri sopra l'Adriatico
- Maďarsko: mAf – odvozené z méter Adria felett
- Spojené království: m AA – odvozené z Metres above the Adriatic

## Historie
Mareograf v Terstském přístavu Molo Sartorio zřídila v roce 1875 místní observatoř provozovaná vojensko-geografickým ústavem rakousko-uherské armády. Průměrná nadmořská výška vodní hladiny v Molo Sartorio se stala údajem platným pro celou rakousko-uherskou monarchii. Zatímco státy bývalé Jugoslávie jej stále používají, nástupnické státy Rakousko-Uherska začleněné po druhé světové válce do východního bloku, jako Maďarsko a Československo, přešly na systém Baltský po vyrovnání.

### Používání systému v Česku

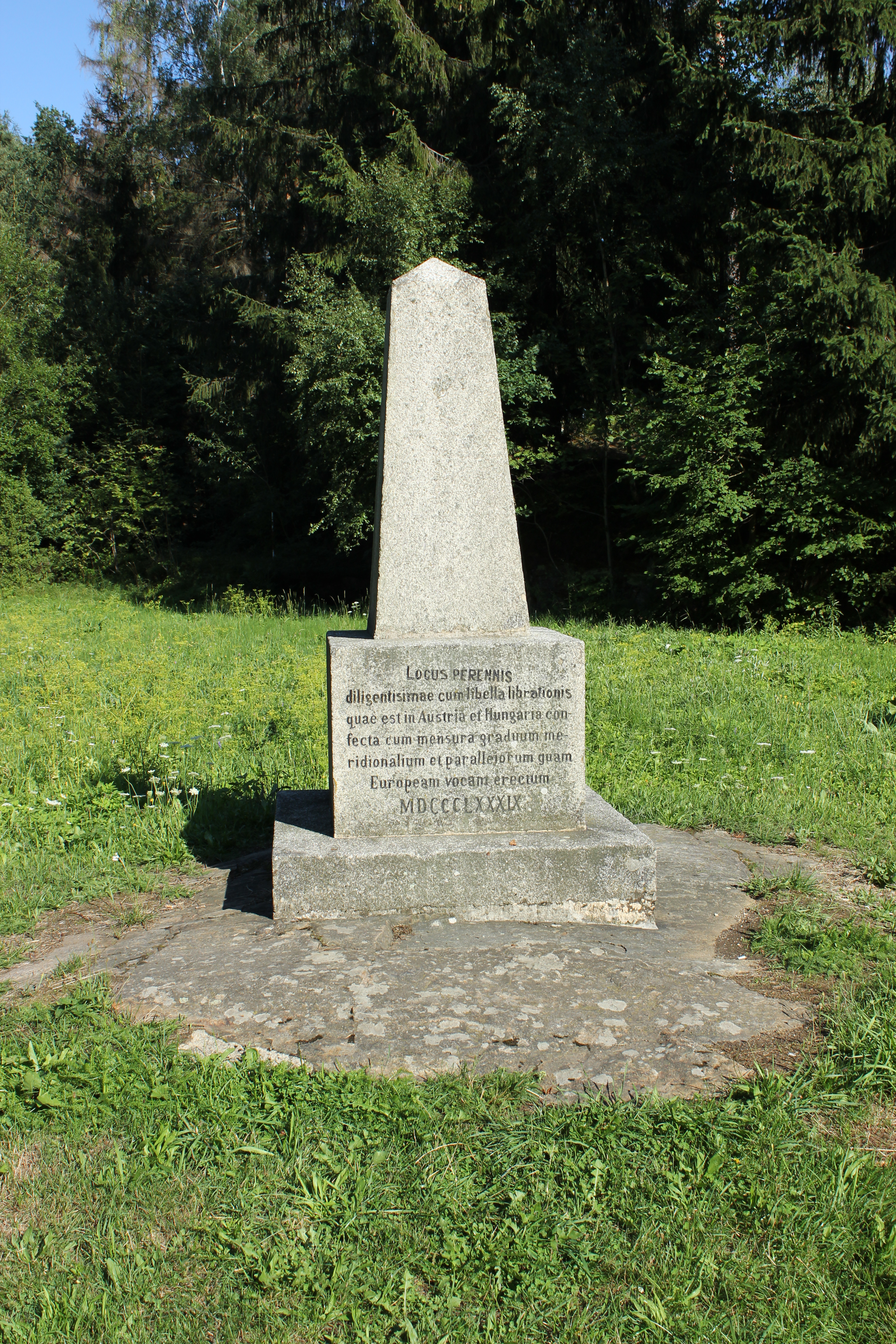
Locus perennis, výchozí nivelační bod Lišov

Od prvního přesného nivelačního měření, které v Česku jako části tehdejšího Rakouska-Uherska probíhalo v letech 1872–96, se jako základ výškové sítě používala střední hladina Jaderského moře v Terstu. Jadranský výškový systém převzalo také Československo, jakožto nástupnický stát Rakouska-Uherska.
Po skončení druhé světové války přešlo mnoho zemí nově vzniklého východního bloku (včetně Československa) na systém Baltský po vyrovnání, u kterého je výchozím bodem ruské město Kronštadt na břehu Baltského moře. Hlavním důvodem bylo sjednocení geodetických systémů ve všech státech tohoto bloku. Od roku 1952 se tak v Československu začalo přecházet na baltský systém, jeho finální podoba, systém „baltský po vyrovnání“, začala fungovat v roce 1957, před tím však bylo nutné provést složité přepočty nadmořských výšek (vyrovnání) – např. nadmořská výška bodu Lišov v systému Bpv je o 388,6 mm nižší než v systému jadranském (u dalších bodů v Česku činí rozdíl 350–420 mm).
Bpv je dnes jediným závazným geodetickým výškovým systémem v Česku, výjimečné používání jadranského systému bylo v některých lokalitách (např. v Praze) dovoleno do roku 2000. I později se jadranský systém využíval např. pro vnitrozávodní měření.

## Výškové rozdíly mezi Rakouskem a sousedními zeměmi
V Rakousku se používá normální ortometrická výška (kulovitá výška). Sousední země Rakouska používají různé výchozí body a metody, což vede k rozdílům mezi výškovými informacemi. Ty činí na státních hranicích:
- Německo: +25 až +34,6 cm (normální výška – výchozí bod Wallenhorst – Nulová hladinace moře)
- Itálie: −0,5 až −3,2 cm (ortometrická výška – výchozí bod Janov)
- Švýcarsko: −1,6 až −7,5 cm (ortometrická výška – výchozí bod Marseille)
- Slovensko: +57 cm normální výšky (metrov nad morom (m nm ) – výchozí bod Kronštadt)
- Slovinsko : −8 až −12 cm (normální ortometrická výška – výchozí bod Terst 1900)
- Česko : +46 až +56,3 cm (normální výška – výchozí bod Kronštadt)
- Maďarsko: +49,6 až +60,6 cm (normální výška, maďarsky Tengerszint feletti magasság – výchozí bod Kronštadt).